# Damon Ming
Damon Jason Ming (Paget, 24 ottobre 1978) è un calciatore britannico di Bermuda, centrocampista del Dandy Town Hornets.